# Acanthoderes
Acanthoderes is een kevergeslacht uit de familie van de boktorren (Cerambycidae). De wetenschappelijke naam van het geslacht werd voor het eerst geldig gepubliceerd in 1835 door Audinet-Serville.

## Soorten
Acanthoderes omvat de volgende soorten:
- Acanthoderes amplifrons Chemsak & Hovore, 2002
- Acanthoderes funeraria Bates, 1861
- Acanthoderes lacrymans (Thomson, 1865)
- Acanthoderes albitarsis (Castelnau, 1840)
- Acanthoderes virescens Fuchs, 1962
- Acanthoderes affinis (Thomson, 1865)
- Acanthoderes ferruginea Chemsak & Hovore, 2002
- Acanthoderes hondurae Chemsak & Hovore, 2002
- Acanthoderes thoracica White, 1855
- Acanthoderes daviesii (Swederus, 1787)
- Acanthoderes laevicollis Bates, 1872
- Acanthoderes laportei Aurivillius, 1923
- Acanthoderes latevittata Aurivillius, 1921
- Acanthoderes parvimacula Zajciw, 1964
- Acanthoderes quatuordecimguttata (Schönherr, 1817)
- Acanthoderes rubripes Bates, 1872
- Acanthoderes rufofemorata Aurivillius, 1925
- Acanthoderes satanas Bates, 1880
- Acanthoderes septemmaculata Buquet, 1859
- Acanthoderes subtessellata Bates, 1880
- Acanthoderes thammi Bates, 1880
- Acanthoderes zischkai Tippmann, 1960
- Acanthoderes zonata Bates, 1880